# 어사 박문수
《어사 박문수》는 MBC에서 2002년 12월 9일부터 2003년 2월 4일까지 방영된 월화 드라마이다.

## 등장 인물

### 주요 인물
- 유준상 : 박문수 역 (아역 오현철)

### 우호파
- 조민기 : 영조 역
- 임지은 : 이연희 역 (아역 장수혜)
- 한혜진 : 소화련 역
- 이한위 : 칠복이 역 (아역 김태훈)
- 최종환 : 양민서 역 (아역 서현석)
- 김하균 : 장수장 역

### 반대파
- 최성준 : 김중민 역 (아역 조중휘)
- 오승룡 : 김 대감 역
- 김호영 : 김 판서 역
- 이희도 : 조익겸 역
- 이계인 : 깨철이 역
- 박상조 : 지 서방 역
- 이동신 : 이인좌 역

### 그 외 인물
| 조정 - 오승명 : 이광좌 역 - 이도련 : 이태좌 역 - 나성균 : 민진원 역 - 최한호 : 홍치중 역 - 김흥수 : 송인명 역 - 박병훈 : 도승지 역 - 박영태 : 오명항 역 김대감집 - 유재량 : 김인호 역 - 정한헌 : 김명복 역 - 김중민의 아버지 박문수의 가족 - 김해숙 : 박문수의 어머니 역 - 이다해 : 박문수의 아내 역 탐관오리 - 최성웅 : 김명복 휘하 아전 역 - 윤순홍 : 김명복 휘하 포교 역 - 신국 : 문경 유지 역 - 윤갑수 : 문경 유지 역 - 이성호 : 군수 역 - 고진명 : 군수 휘하 군교 역 - 최범호 : 군수 휘하 별감 역 - 서학 : 백좌수 역 - 홍순창 : 박군수 역 - 문회원 : 박군수 휘하 아전 역 - 최병학 : 목사 역 - 박광남 : 김부자 역 - 김명현 : 목사 휘하 아전 역 - 이창환 : 최감관 역 - 유병한 : 경상감사 역 - 김주영 : 송현감 역 - 이원재 : 현감 휘하 아전 역 | 그 외 - 박세영 : 민서의 딸 역 - 한태일 : 내관 역 - 장칠군 : 김중민측 첩자 역 - 백준기 : 김도협(박문수 장인) 역 - 이정훈 : 정희량 역 - 순동운 : 감찰어사 역 - 국정환 : 황부자 역 - 김철기 : 황부자에게 집 뺏길 뻔한 가족 역 - 이원용 : 소화련의 아버지 역 - 이정훈 : 충주포교 역 - 박종관 : 약초꾼 노인 역 - 서현정 : 노인의 딸 역 - 유준석 : 김인호편 심마니(노인의 아들) 역 - 김명국 : 백좌수의 하인 역 - 권은아 : 백좌수의 하인 역 - 김다현 : 여장남자 역 - 김영임 : 부인 역 - 양현태 : 처남 역 - 최범호 : 스스로 자궁한 아이를 치료한 의원 역 - 한영수 : 농부 역 - 정기성 : 원성군(종친) 역 - 박주희 : 박문수와 인연이 있는 기생 역 - 이원종 : 조진사 역 - 미상 : 환곡을 못갚아 옥에 같힌 남자 역 - 한지안 - 이승우 - 이승아 - 김혜정 : 주모 역 - 박윤배 : 사당에서 과일을 훔친 남자 역 - 강상구 : 시묘자 가족 역 - 이영호 : 시묘자 가족 역 - 임문수 : 당숙이라 사칭하던 남자 역 - 남영진 : 공인 역 |